# Ропет, Иван Павлович
Иван Павлович Ропе́т (при рождении Иван Николаевич Петров; 12 [24] августа 1845, Петергоф, Санкт-Петербургская губерния — 12 [25] декабря 1908, Санкт-Петербург) — русский архитектор, видный мастер эклектического «русского стиля» пореформенной эпохи, основоположник его особого ответвления — так называемой «ропетовщины». Действительный член Императорской Академии художеств (с 1893)

## Биография
Вскоре после рождения в 1845 году в семье мастера Петергофской бумажной фабрики остался сиротой и воспитывался в семье своего дяди, почему и сменил своё отчество на «Павлович» по имени дяди. Псевдоним «Ропет» был выбран как экзотическая анаграмма фамилии «Петров». Учился в Академии художеств (1861—1871). Существенное влияние на Ропета оказал преподаватель Академии А. М. Горностаев, один из основоположников русского стиля.

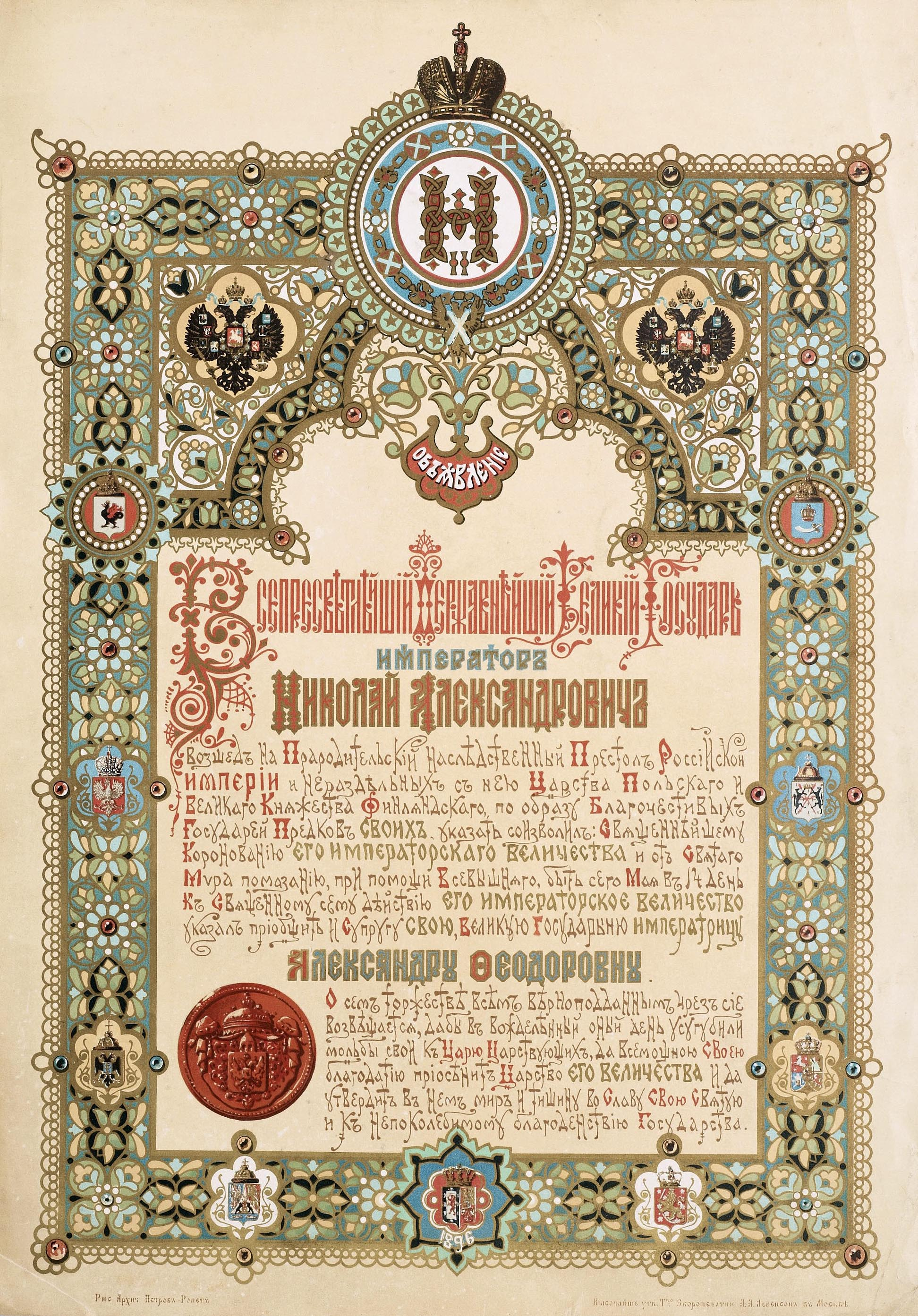
Объявление о коронации Николая II, оформленное Петровым-Ропетом, 1896 г.

В течение учёбы в Академии получал медали: малая серебряная (1864) за «проект здания Мирового Съезда», малая и большая серебряные (1865) за «проект для Парижской всемирной выставки русского скотного двора», большая серебряная (1867), малая золотая (1869), большая золотая медаль (1871) за программу «Проект православной церкви о трёх приделах для кладбища». Получил звание классного художника 1-й степени (1871). Был назначен пенсионером Академии художеств на шесть лет с тем, чтобы два года провести на практических занятиях в России. Отправлен за границу на четыре года (1876). Действительный член Академии художеств (1893).
Художественный критик В. В. Стасов восхищался творчеством архитектора, благодаря Стасову имя Ропета стало нарицательным.
Ропет сотрудничал в журнале «Мотивы русской архитектуры», выходившем в 1874—1880 годах и проповедовавшем «горностаевскую» фольклорную линию архитектурного развития. В 1876—1880 был направлен в поездку по Европе с целью изучения классической и современной архитектуры. Жил в Петербурге, но был близок к абрамцевскому кружку С. И. Мамонтова. Участвовал как архитектор в конкурсе на проект памятника императору Александру II в Московском Кремле (III конкурс, совместно с живописцем Иваном Крамским).
Согласно воспоминаниям И. Е. Репина, записанным К. И. Чуковским, Ропет заболел во время поездки в Италию и шесть лет практически не работал. Ко времени, когда предложенные им орнаментальные и эклектические идеи получили широкое распространение в модерне, Ропет уже перестал заниматься практическим строительством.
Умер 12 (25) декабря 1908 года в Петербурге. Был похоронен на Малоохтинском православном кладбище; могила утрачена.

## Известные работы Ропета

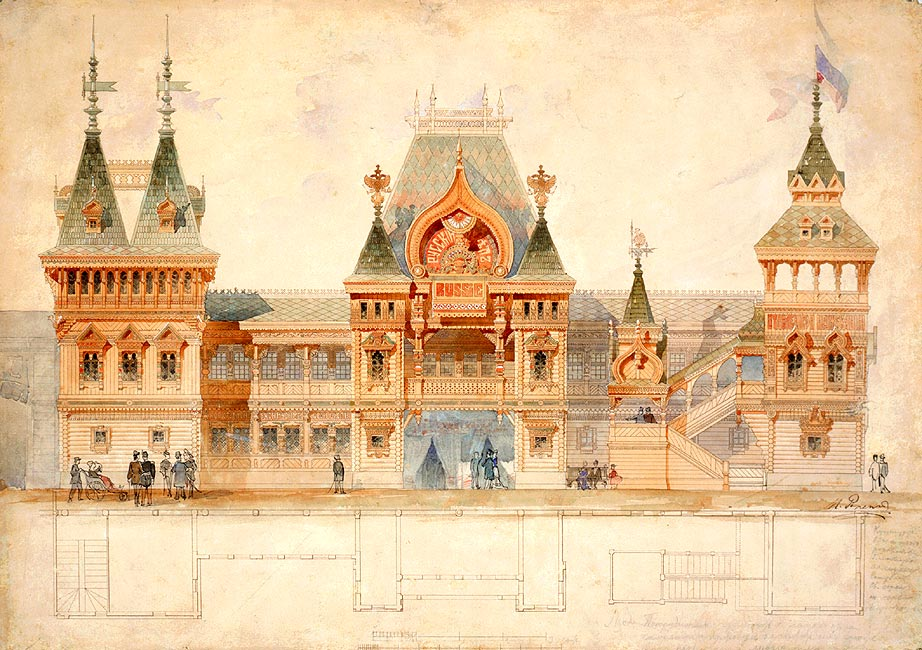
Эскиз павильона Русского отдела на Всемирной выставке 1878 года в Париже

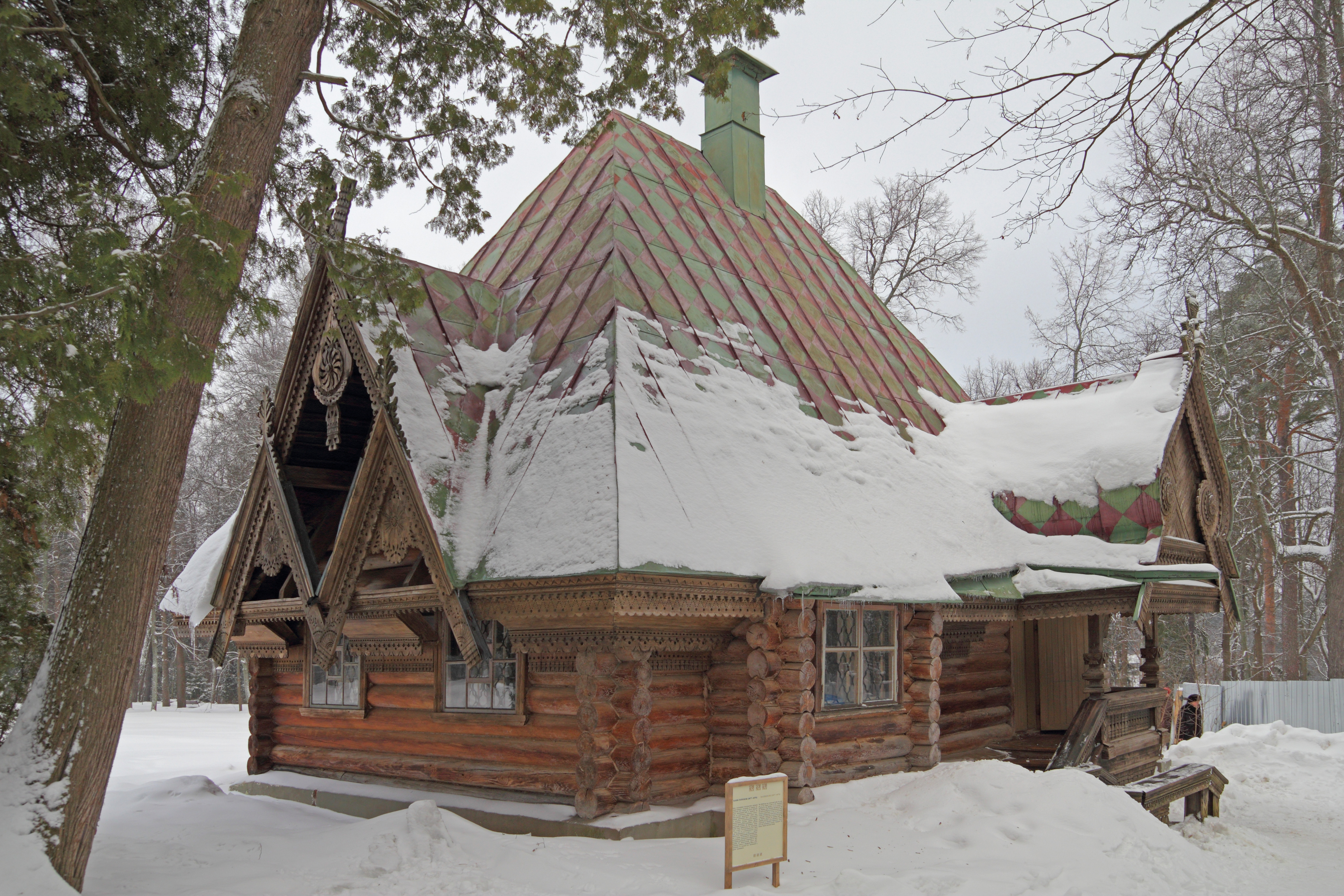
Абрамцево, баня-теремок

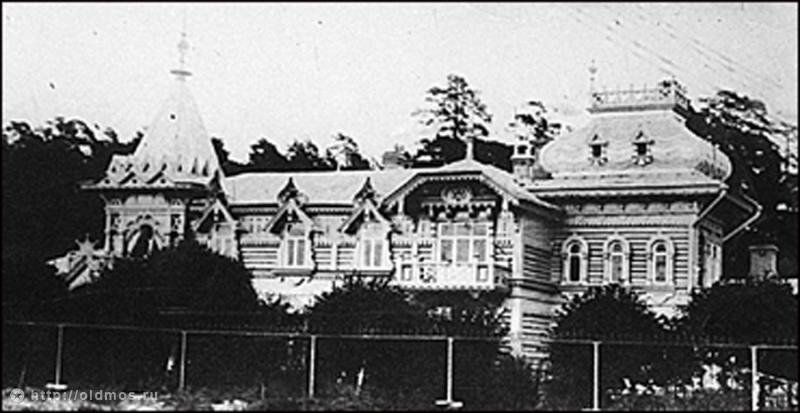
Троице-Лыково, дом-терем Ю. М. Корзинкиной.

Почти все постройки Ропета были выполнены из дерева, многие поэтому не сохранились.
- 1869 год — декоративная отделка зала театра в Красном Селе под Петербургом (основной проект Ф. С. Харламова) с широким применением фольклорной резьбы по дереву.
- 1872 год — павильон ботаники и садоводства на Политехнической выставке в Москве (вместе с Ф. С. Харламовым)
- 1877—1878 годы — баня-«теремок» в Абрамцеве
- 1878 год — павильон Русского отдела на Всемирной выставке в Париже; афиша для парижского павильона с надписью «Здесь говорят по-русски»
- 1879 год — оформление альбома «Византийские эмали. Собрание Звенигородского»
- 1886 — проект рамы для картины Ильи Репина «Приём волостных старшин Александром III во дворе Петровского дворца в Москве».
- 1888 год — павильон на Скандинавской (Северной) выставке в Копенгагене[11]
- 1893 год — русский павильон на Всемирной выставке в Чикаго
- 1896 год — павильон садоводства на Всероссийской художественно-промышленной выставке в Нижнем Новгороде
- 1890-е годы — каменное здание русского посольства в Токио
- 1898 год — Народный дом в Барнауле.